# خورشیدگرفتگی ۱۴ آوریل ۱۸۰۹
خورشیدگرفتگی ۱۴ آوریل ۱۸۰۹ (به انگلیسی: Solar eclipse of 14 April 1809) یک خورشیدگرفتگی از نوع خورشیدگرفتگی حلقه‌ای بود. این خورشیدگرفتگی در تاریخ  ۱۴ آوریل ۱۸۰۹ روی داد که زمان اوج آن، ساعت ۲۰:۰۷:۱۱ به‌وقت ساعت هماهنگ جهانی بوده‌است.  مدت‌زمان و طول این خورشیدگرفتگی ۰۴ دقیقه و ۳۵ ثانیه بود.